# 대한민국-우즈베키스탄 관계
대한민국은 1991년 12월 우즈베키스탄을 국가로 처음 승인하였다. 이후 양국은 1992년 1월 대사급 외교관계를 수립하고 1993년 12월 상주대사관을 설치하였다. 

## 역사

### 정상외교
1993년 6월과 1994년 6월 대통령(대한민국은 김영삼 대통령)의 교차방문을 통하여 양국간 경제교류와 기술협력이 증진되고 있다. 1999년 대통령 카리모프가, 2005년에는 노무현 대통령이 공식 방문하였다. 2017년 11월 23일부터는 우즈베키스탄의 샤브카트 미르지요예프 대통령이 나흘간 대한민국을 국빈방문하였다.
양국은 1992년 투자보장협정, 과학기술협정, 무역협정, 사증발급 양해각서를 체결하였고 1994년 문화협정, 항공협정, 1998년 이중과세방지협정, 1999년 세관분야공조협정, 2003년 범죄인도조약, 형사사범공조조약, 2005년 사회보장협정 등을 체결하였다. 

### 경제와 문화
한국의 민간기업이 진출해 있고, 양국 합작 가전제품 및 자동차공장이 건설되었다. 양국간 무역은 독립 후 급속히 신장하여 한국은 러시아에 이어 우즈베키스탄의 두 번째 교역상대국이 되었다. 교역량이 2002년 2억8500만 달러에서 2003년 3억 2600만 달러, 2004년 4억3600만 달러, 2005년 5억2200만달러, 2006년 6억 8900만달러로 격증하였다. 2006년 한국으로부터의 수입품목은 자동차 부품,엔진, 편직물, 합성 필라멘트 등으로 수입액은 6억 4900만 달러, 한국으로의 수출 품목은 면, 면직물, 인쇄물 등으로 수출액은 4000만 달러이다. 한국에서 우즈베키스탄으로 가는 항공편은 인천국제공항에서 출발하는 대한항공과 아시아나항공 항공편이 있으며 모두 타슈켄트까지 직항으로 운항한다. 2012년 9월에는 대한민국과 정보체결을 통해 한국형 전자정부형태를 도입했다. 우즈베키스탄 학교에서는 한국어 수업을 개설했다.

## 같이 보기
- 대한민국의 대외 관계
- 우즈베키스탄의 대외 관계